# NGC 7159
NGC 7159 (również PGC 67674) – galaktyka spiralna (S), znajdująca się w gwiazdozbiorze Pegaza. Odkrył ją Lewis A. Swift 14 listopada 1886 roku.